# Isodiametra westbladi
Isodiametra westbladi är en plattmaskart som först beskrevs av Ernst Marcus 1949.  Isodiametra westbladi ingår i släktet Isodiametra och familjen Isodiametridae. Inga underarter finns listade i Catalogue of Life.